# کون‌سنت‌میکلوش
کون‌سِنت‌میکلوش (به مجاری:  Kunszentmiklós) یک منطقهٔ مسکونی در مجارستان است و مرکز ناحیه کون‌سِنت‌میکلوش است و ۱۷۲٫۱۱ کیلومتر مربع مساحت و ۸٬۷۹۳ نفر جمعیت دارد.

## خواهرخوانده
شهرهای بلومبرگ، کریستورو سکوئیسک و سکورِنواتس، کارتساگ و سن جولیان خواهرخوانده‌های کون‌سِنت‌میکلوش هستند.